# Amir Sjarifuddin
 (avril 2025).
Amir Sjarifuddin Harahap (Medan, 27 avril 1907 - Solo, 19 décembre 1948), connu simplement sous le nom d‘Amir Sjarifuddin, était un homme d'État indonésien. Il fut nommé Premier ministre de la jeune république en 1947, succédant à Sjahrir. Il fut ensuite écarté et remplacé par Hatta, alors vice-président de la République.
Amir rejoignit alors le Front démocratique populaire de Musso, le dirigeant du Parti communiste indonésien (PKI), qui s'opposait à Hatta. Après la répression d'un soulèvement du Front les 18 et 19 septembre 1948, Amir fut exécuté.

## Biographie
Amir est né dans une famille de l'aristocratie batak musulmane. Son père, Djamin Baginda Soripada (1885-1949), est procureur à Medan. Sa mère s'appelle Basunu Siregar (1890-1931). Son milieu familial lui permet de fréquenter l'ELS (Europeesch Lagere School ou école primaire pour européens) de Medan de 1914 à 1921. Sur l'invitation d'un cousin membre du Volksraad (conseil du peuple), et depuis 1911 étudiant à Leyde, Amir s'embarque pour les Pays-Bas en 1926. Il s'occupe de l'association des étudiants de Haarlem originaires des Indes. Il participe en outre aux discussions de groupes de Protestants originaire des Indes.
En 1927, alors qu'il vient d'être admis en 2e année, Amir rentre au pays pour des raisons familiales. Il entre alors à l'école de droit de Batavia (aujourd'hui Jakarta). Il fait la connaissance de dirigeants du mouvement nationaliste, notamment de Mohammad Yamin.
Né dans une famille musulmane, Amir apostasie de l'islam et se convertit au christianisme protestant en 1931. Il existe des preuves de prêches qu'il a donnés dans la plus grande église protestante batak de Batavia.
En 1937, Amir fonde le Gerindo (Gerakan Rakjat Indonesia, Mouvement du peuple indonésien) avec Yamin, dont le but est d'éveiller une conscience nationale dans la population indigène. En même temps, le Gerindo témoigne d'un désir de nombreux nationalistes de gauche de coopérer avec les autorités coloniales. Ce désir est renforcé par la conviction, notamment exprimée par le dirigeant nationaliste Sjahrir, que la priorité doit être une collaboration contre le fascisme, notamment contre le militarisme japonais. Amir reçoit des fonds des autorités coloniales pour organiser une résistance souterraine.
Cette position du Gerindo préfigure la stratégie, après la Seconde Guerre mondiale, du Parti Socialiste, de concessions aux Hollandais pour obtenir une reconnaissance internationale de la souveraineté de l'Indonésie.
Durant la guerre, Amir se rallie à la ligne du Komintern, qui déclare que les forces de gauche doivent s'allier au capitalisme pour combattre le fascisme. Il est approché par des membres du cabinet du gouverneur-général des Indes néerlandaises et les services secrets hollandais pour préparer la résistance à une invasion japonaise. Ses camarades de lutte ne sont pas convaincus et prônent plutôt une collaboration avec les Japonais, car ils espèrent que le Japon accordera l'indépendance aux Indes néerlandaises après avoir défait les Pays-Bas.
En 1943, Amir est arrêté par les troupes d'occupation japonaises. Un document du NEFIS (Netherlands Expeditionary Forces Intelligence Service) daté de 1947 le décrit comme un homme ayant une grande influence sur les masses. Les Hollandais avaient eu vent de son attitude lors de sa captivité, notamment face aux tortionnaires japonais.
En 1945, Amir fonde avec Sjahrir, premier ministre de la république d'Indonésie qui vient de proclamer son indépendance, le Partai Sosialis (Parti socialiste), qui devient une force politique importante malgré le faible nombre de ses adhérents et militants.
En 1947 Sjahrir quitte ses fonctions de premier ministre. Amir, qui était auparavant ministre, le remplace.
Bientôt, des dissensions apparaissent entre Amir et Sjahrir. L'aile gauche du parti, dirigée par Amir, rejoint en 1948 le Front démocratique populaire (Front Demokratik Rakyat ou FDR) créé par le Parti communiste indonésien (PKI) et des syndicats. Elle fusionnera finalement avec le PKI. L'aile droite, menée par Sjahrir, prend le nom de Partai Sosialis Indonesia (Parti socialiste indonésien) ou PSI.
En tant que premier ministre, Amir dirige la délégation indonésienne dans les négociations avec les Hollandais à bord du navire de guerre américain USS Renville qui mènent à l'accord du Renville. Critiqués par les musulmans et les nationalistes pour les résultats des négociations, Amir et son cabinet démissionneront.
Les 18 et 19 septembre 1948 éclate à Madiun, dans l'est de Java, une insurrection dirigée par des éléments locaux du PKI. Le soulèvement est réprimé par l'armée indonésienne. Le gouvernement de Hatta, qui a succédé à Amir, accuse le PKI d'avoir voulu créer un gouvernement communiste à Madiun (cet événement a été nommé l'affaire de Madiun). Amir, qui est à Yogyakarta dans le cadre d'un congrès du syndicat des cheminots (SBKA), est arrêté. Le 19 décembre 1948, vers minuit, il est exécuté d'une balle dans la tête par un lieutenant de la police militaire.